# Combat d'Areich Hind
Guerre du Sahel
Batailles
- Lemgheity
- Tourine
- Garn-Akassa
- Araouane
- Akla
- Areich Hind
- Wagadou
- Bassikounou

Le combat d'Areich Hind , aussi appelé le combat de Raz-el-Ma, a lieu du 17 au 19 septembre 2010, lors de la guerre du Sahel. L'armée mauritanienne lance une offensive contre un groupe de combattants d'AQMI en territoire malien.

## Déroulement
Le 17 septembre, l'armée mauritanienne attaque une vingtaine de véhicules d'AQMI qui se dirigeait vers la frontière malienne. Les combats ont lieu contre la katiba de Djamel Okacha, forte de 150 hommes. Les djihadistes sont attaqués en territoire malien, à Raz-El-Ma et à Areich Hind, près d'Hassisidi. Les combats se poursuivent jusqu'au lendemain matin,,.
AQMI déclare également dans un communiqué qu'il « apparaît très vraisemblable qu'un nombre limité de forces françaises étaient présentes aux côtés de l'armée mauritanienne battue ». Mais selon un porte-parole du Quai d'Orsay, l'armée française n'a pris aucune part à l'opération.

## Pertes
Le 18 septembre, l'armée mauritanienne déclare avoir perdu 6 hommes et tué 12 jihadistes. Deux autres militaires meurent cependant de leurs blessures dans les jours qui suivent. Selon une source sécuritaire mauritanienne, six hommes suspectés d'être liés à AQMI sont faits prisonniers.
Le 19 septembre, des SIAI Marchetti SF.260 de l'aviation mauritanienne bombardent des véhicules dans la région. Cependant ce raid touche des civils : trois ou quatre sont blessés, une femme est tuée et une petite fille est mortellement blessée. AQMI a également affirmé que les victimes du bombardement était des civils, dont deux femmes tuées et un homme blessé. Ces déclarations sont rejetées par les militaires mauritaniens qui affirme que les frappes ont tué plusieurs terroristes et mais évoquent toutefois la mort d'une femme présentée comme étant l'épouse d'un djihadiste,,.
Ce bilan des pertes donné par l'armée mauritanienne est cependant contesté par AQMI qui affirme avoir infligé « une cuisante défaite » aux militaires mauritaniens. Selon les djihadistes, 19 soldats sont tués, des dizaines d'autres blessés, cinq véhicules sont capturés, deux autres détruits contre un seul mort de leur côté,.
D'après une source sécuritaire algérienne, au moins 15 militaires mauritaniens ont été tués dans les combats.